# Igor Alexandrowitsch Sokolow
Igor Alexandrowitsch Sokolow (russisch Игорь Александрович Соколов; * 2. Januar 1958 in Ufa, Russische SFSR, UdSSR) ist ein sowjetisch-russischer Sportschütze. Er gewann 1980 im Schießen auf die Laufende Scheibe die olympische Goldmedaille.

## Sportliche Karriere
Bei den Olympischen Spielen 1980 in Moskau erzielten Sokolow und Thomas Pfeffer aus der DDR mit 589 Ringen einen neuen Weltrekord, Sokolow erhielt die olympische Goldmedaille wegen des besseren Ergebnisses im letzten Durchgang. 1981 siegte Sokolow bei der Europameisterschaft vor Pfeffer, bei der Weltmeisterschaft 1981 in Buenos Aires gewann Pfeffer, während Sokolow nur Vierter wurde.

## Bestleistungen
| Platz | Meisterschaften        | Disziplin             | Total | Rekorde                         |
| 1     | Olympia 1980 in Moskau | 50 m lfd. Scheibe     | 589   | Olympischer Rekord · Weltrekord |
| 1     | WM 1983 in Edmonton    | 50 m lfd. Scheibe     | 591   |                                 |
| 1     | WM 1982 in Caracas     | 10 m lfd. Scheibe     | 378   |                                 |
| 2     | WM 1983 in Edmonton    | 10 m lfd. Scheibe     | 385   |                                 |
| 2     | WM 1979 in Linz        | 50 m lfd. Scheibe mix | 386   |                                 |
| 4     | WM 1981 in Mala        | 50 m lfd. Scheibe     | 586   |                                 |
| 1     | EM 1984 in Budapest    | 10 m lfd. Scheibe     | 380   |                                 |
| 1     | EM 1981 in Miskolc     | 50 m lfd. Scheibe     | 595   | Weltrekord                      |
| 1     | EM 1979 in Graz        | 10 m lfd. Scheibe     | 337   | Weltrekord                      |
| 1     | EM 1978 in Suhl        | 50 m lfd. Scheibe     | 576   |                                 |
| 2     | EM 1982 in Den Haag    | 10 m lfd. Scheibe     | 383   |                                 |
| 2     | EM 1981 in Athen       | 10 m lfd. Scheibe     | 386   |                                 |
| 2     | EM 1979 in Lwow        | 50 m lfd. Scheibe     | 576   |                                 |
| 5     | EM 1985 in Osijek      | 50 m lfd. Scheibe mix | 392   |                                 |

## Auszeichnungen
- 1980:  Verdienter Meister des Sports der UdSSR[2]
- 1980:  Ehrenzeichen der Sowjetunion[2]
- 1985:  Orden der Völkerfreundschaft[2]
- 1995:  Verdienter Trainer des Sports Russlands[2]